# 은사중지론 대 은사지속론
은사중지론 대 은사지속론(Cessationism versus continuationism)은 기독교 신학의 한 분류방법으로 영적 은사가 사도시대  이후로 현재의 교회에게 지속되는가에 따른다.  은사중지론은 일부 장로교회에서 따르고 있으며, 은사지속론 또한 일부 장로교회에서 따르고 있다.

## 은사중지론자
- 벤저민 워필드
- 리차드 게핀
- 로버트 L. 레이몬드
- 존 F. 맥아더

## 은사지속론자
- 마이클 그린 (신학자)
- 웨인 그루뎀
- 고든 피
- 박윤선 박사
- 존 칼빈

## 같이 보기
- 은사 운동
- 데우스 오티오수스
- 종교 개혁